# Maâtz
Maâtz é uma comuna francesa na região administrativa de Grande Leste, no departamento de Haute-Marne. Estende-se por uma área de 10,84 km². Em 2010 a comuna tinha 76 habitantes (densidade: 7 hab./km²).